# 永井作次

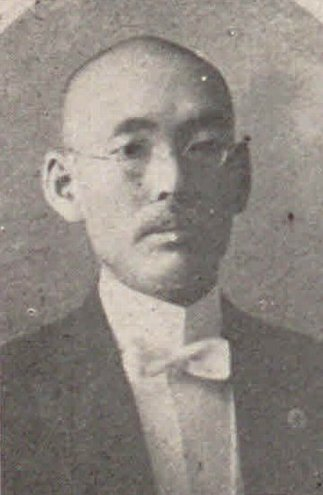
永井作次

永井 作次（ながい さくじ、1871年12月21日（明治4年11月10日） - 1930年（昭和5年）6月5日）は、日本の政治家、法律家、実業家。衆議院議員、鹿児島座社長、九州電力(旧鹿児島電気)社長。従七位。

## 略歴
1871年（明治4年）11月に鹿児島県諸県郡、のちの宮崎県北諸県郡都城町（現都城市）で生まれた。
1894年（明治27年）、和仏法律学校(現・法政大学)邦語法律科を卒業する。
鹿児島地方裁判所検事・鹿児島区裁判所検事をつとめ、退官後弁護士となる。
鹿児島座（1912年（大正1年）完成、1913年（大正2年）1月1日開場）の社長に就任する。九州で初めて専属の少女歌舞伎団「若葉会」を擁し、少女歌舞伎を常打ちした他、東京から一流の芸人を招いて、歌舞伎・新派・浪曲・義太夫・講談・落語・奇術などの興行を行った。
鹿児島市会議員をへて、1920年（大正9年）に第14回衆議院議員総選挙に出馬し、当選する
（以後2回当選、立憲政友会）。
1927年（昭和2年）に、後に合併を経て九州電力となる鹿児島電気社長に就任。
1930年（昭和5年）6月5日に死去、享年60。